# Batone di Sinope
Batone di Sinope (in greco antico: Βάτων ὁ Σινωπεύς?, Bátōn ho Sinōpéus; Sinope, seconda metà del III secolo a.C. – ...) è stato uno storico e grammatico greco antico, di epoca ellenistica.

## Biografia
Batone, citato come "retore", dunque interessato soprattutto alla ricerca erudita e letteraria, fu attivo nella seconda metà del III secolo a.C., come si può dedurre dal fatto che con lui avevano polemizzato Polibio ed Eratostene di Cirene (che aveva composto uno scritto Contro Batone). A questo torno di tempo può ricondurre la menzione, nei suoi frammenti, della morte del tiranno Geronimo di Siracusa nel 215-14 a.C..
Un altro appiglio cronologico è offerto da Plutarco, che affermaː
(trad. A. D'Andria)
Poiché le Memorie di Arato di Sicione furono pubblicate dopo la sua morte, nel 213 a.C., il fatto che Batone non conoscesse l'opera conferma quantomeno gli anni indicati della morte di Geronimo e non oltre.

## Opere
Delle opere di Batone restano titoli e frammenti, tali da farci ritenere che il suo stile potesse essere più vicino a quello di Filarco che a quello di Polibio, il che può spiegare il fatto che sia stato descritto come "retore" da Ateneo. Infine, il fatto che Batone fosse citato sia da Plutarco che da Ateneo dimostra che la sua opera continuò ad essere letto in modo diretto fino al II secolo d.C., pur in assenza di una sua voce biografica nella Suda, che suggerisce che non abbia mai raggiunto l'importanza di altri storici ed eruditi. 
In primo luogo, opere storiografiche, quali un'opera Sulla Persia, seguita da opere di interesse locale, come Sui tiranni di Efeso (Περὶ τῶν ἐν Εφέσῳ τυράννων), Su Tessaglia ed Emonia (Περὶ Θεσσαλίας καὶ Αἱμονίας) e Sulla tirannide di Ieronimo (Περὶ τῆς τοῦ Ίερωνύμου τυραννίδος). Un frammento che rivela l'interesse mitografico ed etnografico di Batone è riportato da Ateneo , in modo testuale, proprio dal trattato Sulla Tessaglia e l'Emoniaː
(trad. A. D'Andria)
Una delle caratteristiche più intriganti di questo passaggio è che (nella parte precedente, citata non testualmente da Ateneo) Batone collega direttamente la festa dei Peloria ai Saturnali, che vengono descritti come Ἑλληνικωτάτη ("del tutto greci"). Questo, insieme al fatto che scrisse sui tiranni siciliani, suggerisce che Batone avesse interesse ad esplorare la connessione tra costumi e storia greca e romana. 
Ancora, forse di tipo biografico-grammaticale era un trattato Sul poeta Ione (Περὶ Ϊωνος τοῦ ποιητοῦ), da cui abbiamo un brevissimo frammento sul carattere del poeta e uno scolio papiraceo all' Iliade cita un'opera intitolata Chreia in almeno due libri, visto che ne è citato il primo e di cui, però, non possiamo dire nulla.